# Gerencsérvár
A Vértes várai többnyire a tatárjárás után épültek fel, az ország többi várához hasonlóan, mikor az ország védelméhez ekkor sürgősen szükség volt megfelelő védelmi rendszer kiépítésére. A Vértes várai is egy egységes védelmi rendszert alkottak,
ennélfogva a Vértes szó szerinti értelemben "vértet" képzett az ország ellenségei ellen. A Vértes Csákvár felé vezető 
völgytorkolat védelme volt a feladata Gerencsér-várnak is a közeli Gesztesi vár és Oroszlánkő várával együtt.

## Fekvése
Gerencsérvár a Vértes erdős síkján áll, Oroszlánkő várátől nyugati irányban. Homlokzatával keletre, az alatta csörgedező Szépvíz-patakra néz. Inkább toronynak, mintsem várnak volt mondható.

## Története

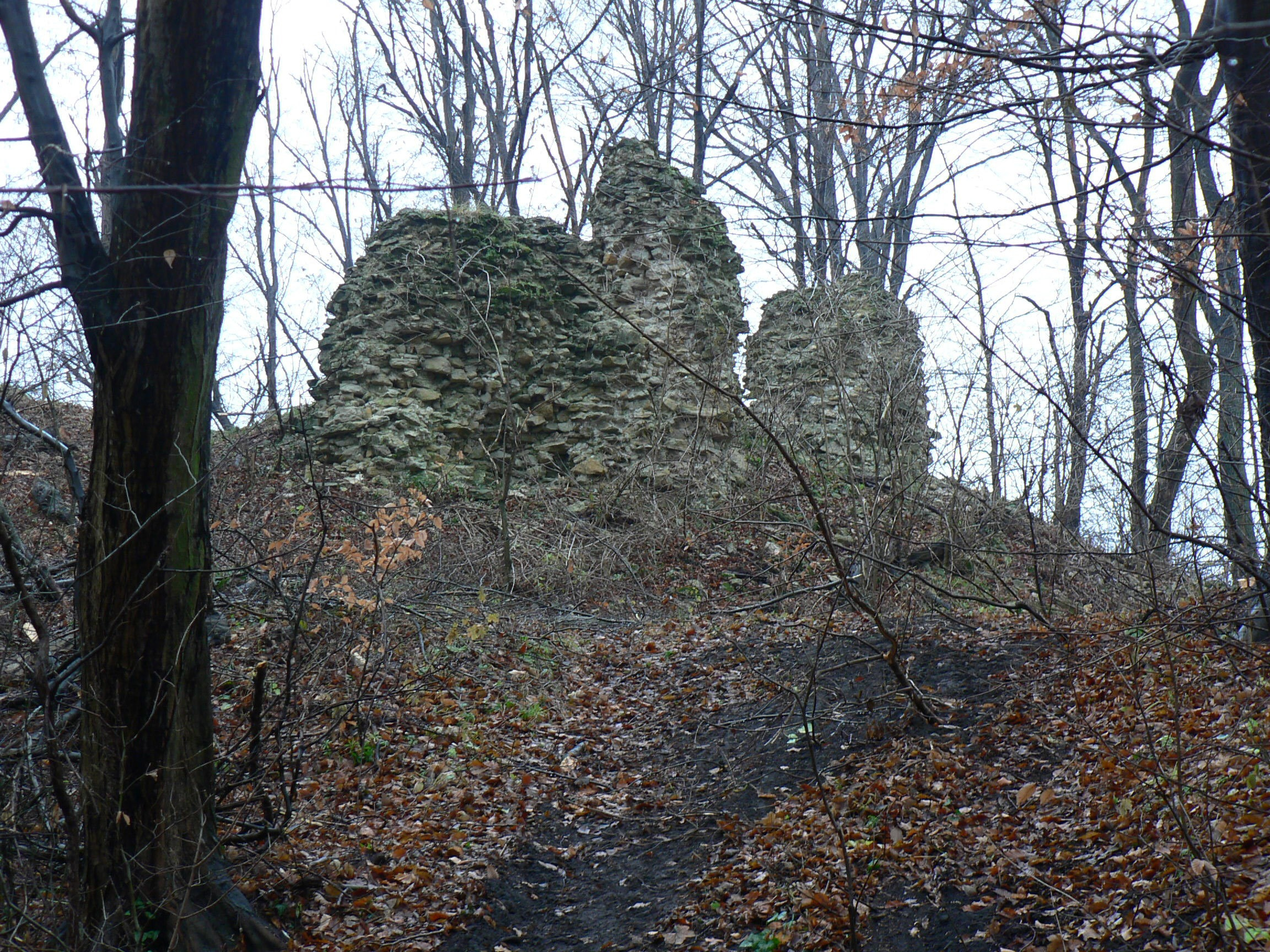
Gerencsérvár romjai 2008-ban

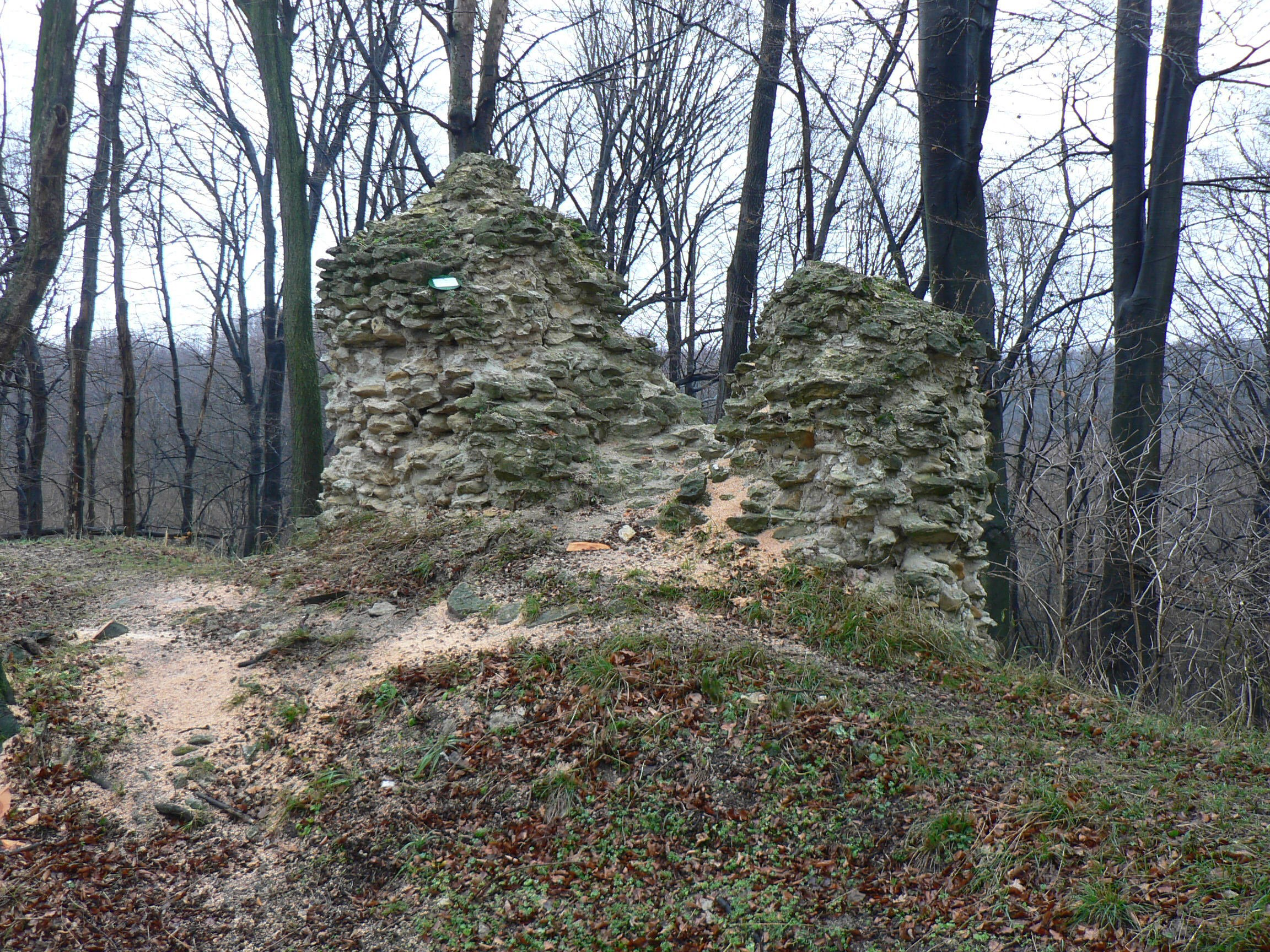
Gerencsérvár romjai 2008-ban

1231-ben Csák Miklós, Ugrin esztergomi érsek testvére végrendeletében már említi ezt a várat, amit akkor Wdvorhelnek hívtak. 
Wdvorhel (Udvarhely) a Csákoktól királyi kézre kerülése után változott lassan Gerencsérré, mikor a várnép közé talán göröncsérek is idetelepültek.
Két vagy három emeletes lehetett, hossza 13 m, szélessége 8,7 m volt. Várként említik, de valójában a főúri lakótornyok egyik jeles példája. A kőből épült, nagyméretü, vastag falú torony a várúr és családja menedékéül szolgált. Katonaság is szolgált az épületben, melynek falába emeletenként külön-külön lezárható lépcsőt építettek. Két évszázadon keresztül volt királyi vadászterület. I. Lajos kedvelt vadászháza, melynek vonzerejét fokozta a halban gazdag Szépvíz-ér és Fekete-víz patak.
1330-ban nevét már Gerencher alakban írják az oklevelekben. Ekkor részben királyi lovászok, részben Csák nemzetségbeli Györke fia Pál királyi apród  (aule iuvenis) birtoka volt.
1366. december 6-án Ludovicus Magnus a török ellen indítandó hadjáratról itt, tárgyalt a Velencei Köztársaság követeivel.
1440-ben a magyar Szent Korona viszontagságos történetének egy mozzanata a várhoz fűződik. Zsigmond utódja, Albert király alig 1,5 éves uralkodása után 1439. október 17-én meghalt. A magyar rendek 1440 elején III. Ulászló lengyel királyt hívták meg a trónra. A korona őrzési helyén, Visegrádon tartózkodó özvegy Luxemburgi Erzsébet magyar királyné azonban ekkor már a közelmúltban elhunyt Albert gyermekének megszülése előtt állt és a trónt gyermekének akarta biztosítani. A királyné bizalmasát Kottaner Jánosnét megbízta a korona ellopásával. A komorna csellel kicsempészte a koronát, és Erzsébet királynéval Komáromba távozott, ahol 1440. február 22-én megszületett a későbbi V. László magyar király. Komáromból elindulva az első éjszakát Tatán töltötték, majd Gerencsérre érkeztek. Kottanerné későbbi visszaemlékezésében kiemelte hogy itt a szép vadászlakban nagyon rideg szállásuk volt, ennivalót is keveset találtak.
A török hódoltság alatt még falu is tartozik a várhoz. Mára azonban a faluból nem maradt semmi, csupán az egykori vár erősen omladozó romjai láthatók.

## Gerencsérvár légi felvétel galéria

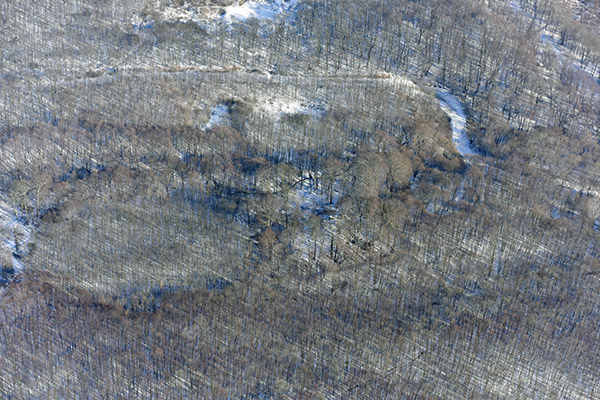
Gerencsérvár légi felvételen
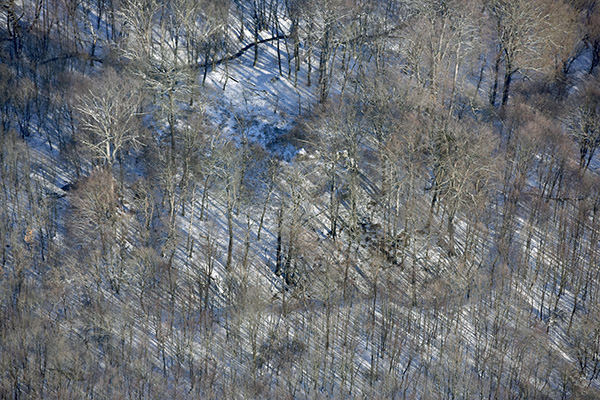
Gerencsérvár a levegőből
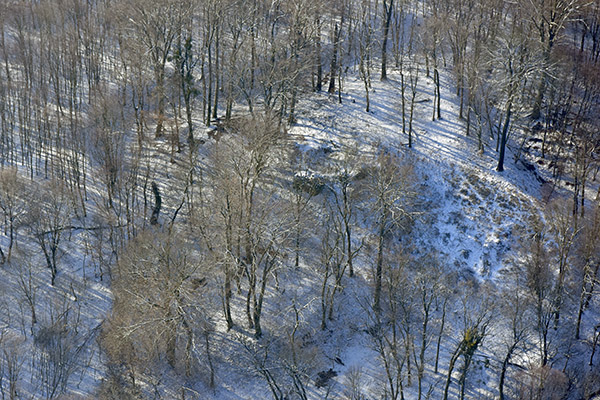
Gerencsérvár, légi fotó
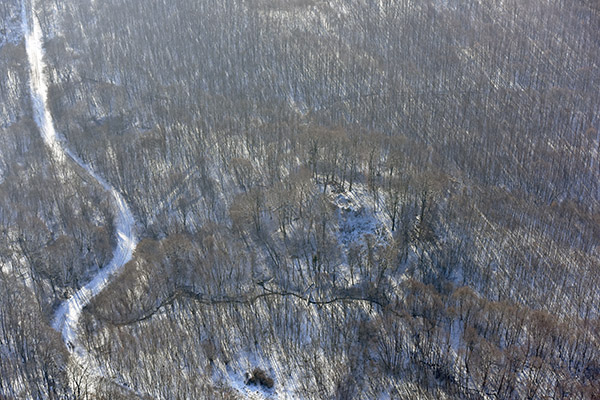
Gerencsérvár és környéke madártávlatból

## Külső hivatkozások
- A vár története a geocaching.hu oldalon
- vitanyvar.hu – A Vitányvár Baráti Kör Egyesület honlapja